# Domácí vzdělávání

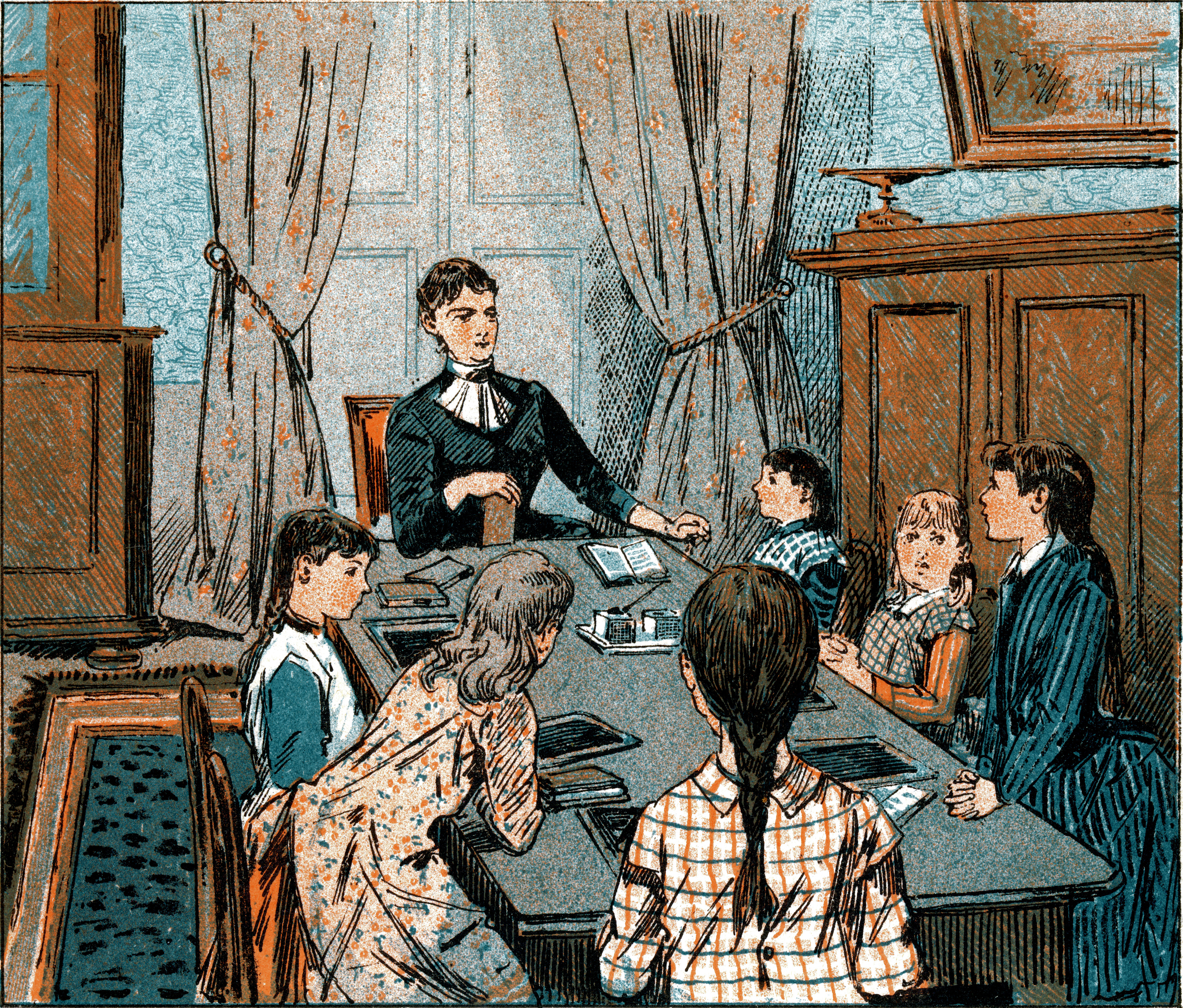

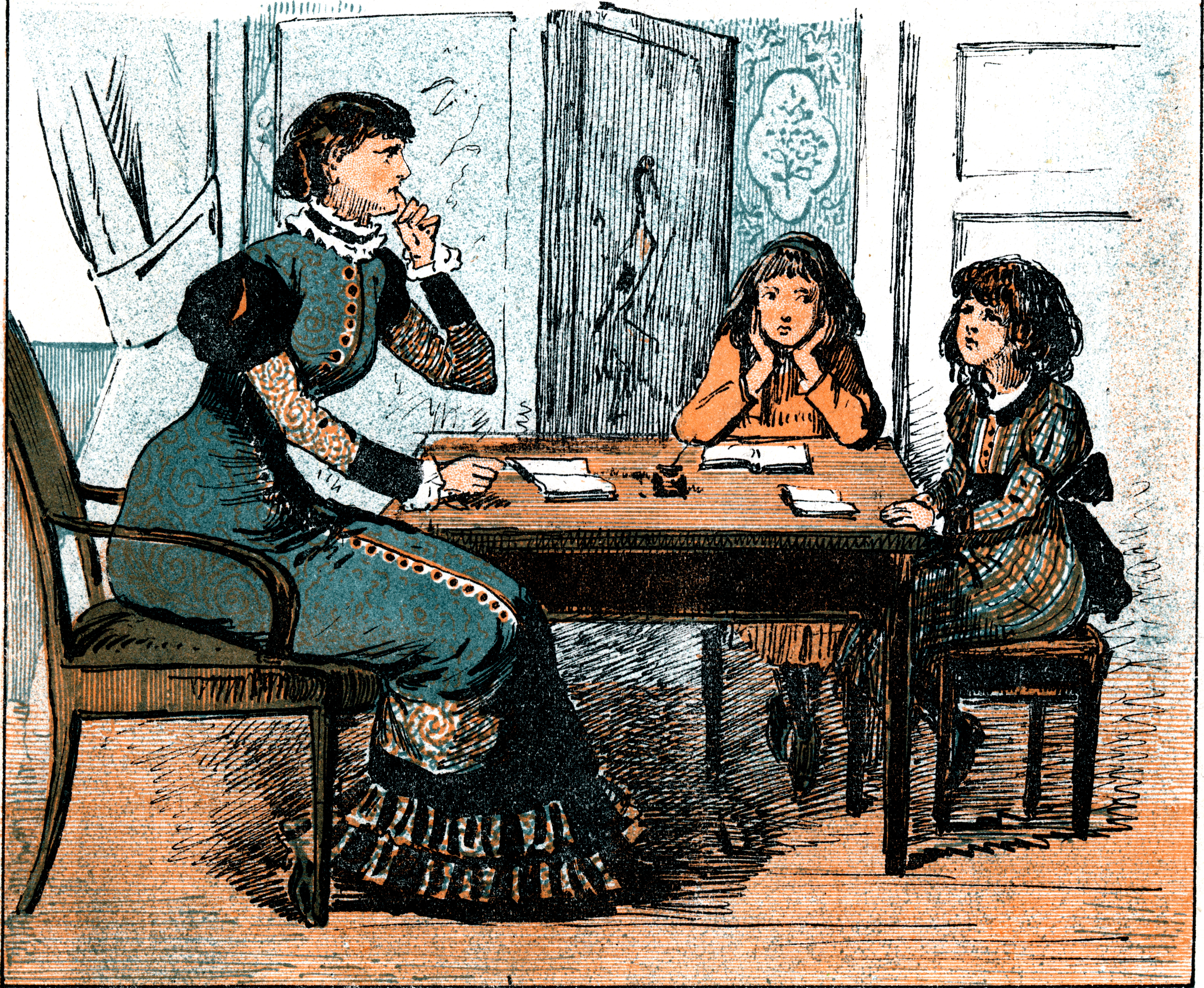

Domácí vzdělávání (v českém školním prostředí jako jedna z forem "individuálního vzdělávání") je alternativní formou vzdělávání. Dítě do školy nedochází a je obvykle vyučováno doma rodičem, nebo učitelem.

## Historie
Domácí vzdělávání vychází z nejpřirozenější výuky v rámci rodinné, nebo kmenové komunity. Domácí vzdělávání bylo a je běžné na celém světě (například Japonsko, USA, Velká Británie atp.) V USA se podíl této formy vzdělávání v posledních letech výrazně zvyšuje, v roce 2016 bylo v této zemi vzděláváno doma 2,3 milionu dětí, v letech 2021–2022 bylo ve Spojených státech přibližně 3,1 milionu studentů domácího vzdělávání.

### Spojené státy
Domácí vzdělávání se poprvé vyskytlo ve druhé polovině 20. století v USA.  Jedni z prvních rodičů, kteří se rozhodli neposlat své děti do školy a učit je sami doma, se objevovali na přelomu 70. a 80. let. V této době byla v USA povinná školní docházka, která nepřijímala domácí vzdělávání jako alternativní formu, a proto se tyto rodiny setkávaly s obtížemi typu žalob a podobně.
Významný vliv na postupnou legalizaci domácího vzdělávání v USA mělo rozhodnutí nejvyššího soudu v kauze Parham v. J. R. z roku 1979, který prohlásil, že by domácí vzdělávání mělo být legalizováno i když se občas rodiče nemusí chovat tak, jak by měli. Přes počáteční těžkosti bylo domácí vzdělávání postupně legalizováno ve všech padesáti státech USA.
Z USA se myšlenka domácího vzdělávání šířila i do jiných zemí. Nejvíce populární je především v anglosaském světě (kromě USA v Anglii, Kanadě, Austrálii, na novém Zélandu a v Jihoafrické republice).

### Česko
V České republice bylo pokusné ověřování domácího vzdělávání na prvním stupni (od první do páté třídy) zahájeno až ve školním roce 1998/1999.

## Současnost
Od roku 2005 je domácí vzdělávání uznáváno jako plnohodnotná alternativa ke vzdělávání se na základní škole.
Jednotlivé státy postupně přijímaly zákony umožňující tento alternativní způsob vzdělávání. Domácí vzdělávání bylo v roce 2014 uzákoněno formou vzdělávání v téměř všech vyspělých státech světa.
Důvodem, proč je domácí vzdělávání úspěšné a vhodné pro některé děti je fakt, že rodič (či jiný kvalifikovaný pracovník), který vzdělává své dítě doma, přesně ví, co jeho dítě zajímá, a co se potřebuje doučit. Naopak jednou z nevýhod domácího vzdělávání je často považován nedostatečný sociální kontakt s vrstevníky.

## Česká republika
Domácí vzdělávání bylo nejprve povoleno jako experiment Ministerstva školství, mládeže a tělovýchovy a ověřováno Výzkumným ústavem pedagogickým.
Od 1. ledna 2005 je domácí vzdělávání uzákoněno jako jedna z forem individuálního vzdělávání pro žáky prvního stupně. Od tohoto roku je možné požádat o tento typ vzdělávání na všech základních školách v ČR.
Od školního roku 2007/2008 probíhá v České republice pokusné ověřování domácího vzdělávání na druhém stupni základních škol. V roce 2015 byl rozšířen seznam škol, kde probíhá experimentálně domácí vzdělávání na 2. stupni.

## Domácí vzdělávání v rámci plnění povinné školní docházky
V případě, že se rodiče dítěte rozhodnou pro domácí vzdělávání, jsou povinni oznámit toto rozhodnutí škole, ve které budou pokračovat v plnění povinné školní docházky.
Podmínky vzdělávání žáků domácího vzdělávání vycházejí z ustanovení školského zákona. Podmínky jsou ve školském zákoně nastavené obecně, a proto škola musí na základě své vlastní situace tyto podmínky přizpůsobit tak, aby byl zákon dodržen.

### Hodnocení žáka
Individuálně vzdělávaný žák koná za každé pololetí zkoušky z příslušného obsahu vzdělávání, stanoveného školním vzdělávacím programem pro daný ročník. Tuto zkoušku organizuje ředitel školy na začátku každého pololetí. Na řediteli také závisí, kteří pedagogové u zkoušky budou. K řádnému průběhu zkoušky stačí jeden pedagog, u nějž žák zkoušku vykoná.

### Formy přezkoušení
- písemný test – písemná zkouška (např. diktát, doplňovací cvičení, slohová práce…)
- ústní přezkoušení
- předložení portfolia – předvedení praktických dovedností (např. z předmětů výchovného zaměření)
- prezentace
- rozhovor v cizím jazyce
- kombinace uvedených metod

Formy přezkoušení by měly být se zákonným zástupcem žáka projednány již při povolování domácího vzdělávání.
O závěrečném hodnocení rozhoduje pedagog. Vychází přitom z výsledků přezkoušení, případně z předložených materiálů dokládajících výsledky vzdělávání. Výsledky žáka přezkušující pedagog posuzuje s ohledem na dosažení očekávaných výstupů stanovených pro předmět a ročník ve školním vzdělávacím programu.

## Výhody a nevýhody domácího vzdělávání

### Výhody
Mezi výhody domácího vzdělávání patří například:
- Trávení více času rodičů se svými dětmi.
- Dětem je umožněno dospívat podle jejich vlastního tempa.
- Výuka se přizpůsobuje individuálním potřebám a zájmům dítěte.
- Děti mají prostor věnovat se svým zájmům a rozvíjet svůj talent.
- Doma vzdělávané děti se stávají samostatnými.

### Nevýhody
Mezi nevýhody domácího vzdělávání můžeme zařadit například:
- Rodiče nesou veškerou zodpovědnost za vzdělání dítěte.
- Rodiče si často nejsou jisti, jestli dělají vše dobře, a hlavně zda dělají dostatek pro vzdělání svých dětí.
- Nedostatek kontaktu s vrstevníky
- Mohou také nastat problémy se socializací dítěte
- Není umožněna týmová spolupráce dětí[12]